# Dia da Independência da Ucrânia
O Dia da Independência da Ucrânia (em ucraniano: День незалежности) é o principal feriado estadual na Ucrânia atualmente, celebrado no dia 24 de agosto em comemoração à Declaração da Independência de 1991.
Desde 2004, em 23 de agosto, comemora-se o dia nacional da bandeira.
Geralmente, o dia da independência é celebrado com um desfile militar realizado em Kiev, capital da Ucrânia.

## História
Quando a Ucrânia ainda fazia parte da União Soviética, a Diáspora ucraniana tradicionalmente reconheceu a data de 22 de janeiro (Declaração da Independência da República Popular da Ucrânia em 1918), como a do dia da independência ucraniana.
A forma atual da festa foi celebrada pela primeira vez em 16 de julho de 1991, quando do aniversário de um ano da Declaração da Soberania Estatal da Ucrânia, votado pela Verkhovna Rada (Conselho Supremo da Ucrânia) em 1990. Desde que a declaração da independência foi emitida em 24 de agosto de 1991, e confirmada pelo Referendo de 1 de dezembro de 1991, a data do feriado foi mudada. (Em dezembro de 1991, muitos ucranianos-canadenses esperavam que 1 de dezembro viesse a se tornar o dia oficial da independência ucraniana.)

### Celebrações recentes

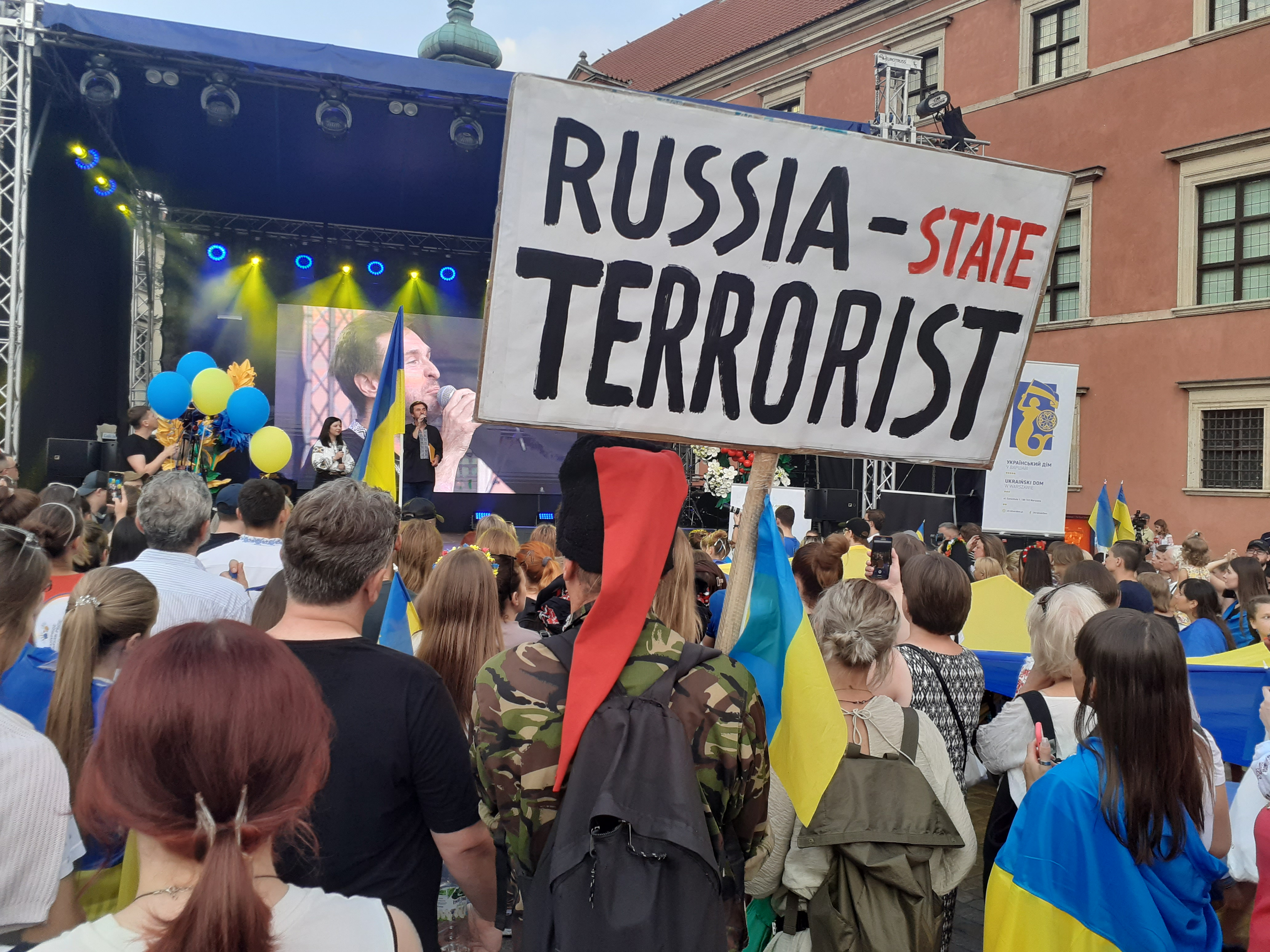
Dia da Independência da Ucrânia - Varsóvia, 2022.

#### 2016
Após o desfile militar anual em Kiev, a "Marcha do Invicto" foi realizada por membros ativos dos batalhões voluntários ucranianos, familiares de pessoas mortas durante a batalha na guerra de Donbass e membros de famílias de pessoas que morreram durante a revolta Euromaidan – conhecidos na Ucrânia como "Os Cem Celestiais". De acordo com o exército da Ucrânia, o volume de artilharia de fogo disparado pelas forças separatistas da guerra em Donbass, durante o período de 24 horas, em 24 de agosto de 2016, foi o mais alto desde fevereiro de 2015 (Batalha de Debaltseve).
Várias cidades ucranianas realizaram marchas com pessoas vestindo Vyshyvanky (camisas com o bordado tradicional ucraniano).